# Aurora Maria Nascimento Furtado
Aurora Maria (Lola)  Nascimento Furtado (São Paulo, 13 de junio de 1946 - Río de Janeiro, 10 de noviembre de 1972) fue una militante y guerrillera brasilena, de Acción Libertadora Nacional, organización de extrema izquierda integrante de la lucha armada contra la dictadura cívico-militar de Brasil (1964-1985) instituida en 1964 y asesinada en ciudad de Río de Janeiro, a los 26 años, por agentes del gobierno militar.

## Biografía
Era hija de Mauro Albuquerque Furtado y de su esposa Maria Lady Nascimento Furtado, y activa militante del movimiento estudiantil en los años 1967/1968, estudiando  psicología en la Universidad de São Paulo, realizaba colaboraciones en la imprenta de la Unión Nacional de los Estudiantes, de São Paulo.
Ingresando en la lucha armada, participó del asalto de la Casa de la Salud Dr. Eiras, el 2 de septiembre de 1971, cuando resultó abatido el agente de seguridad Jayme Cardenio Dolce. En otras acciones urbanas promovidas por la ALN, su nombre se había implicado en algunos abatimientos.
Durante una batida policial realizada por una patrulla del 2.º Sector de Vigilancia  Norte, el 9 de noviembre de 1972, en Parada de Lucas, Río de Janeiro, opuso resistencia al arresto y después de la toma rápida, lo que resultó en la muerte de un policía, fue finalmente arrestada. Sufrió abuso desde el mismo momento de su detención en la vía pública; Aurora fue enviado a la "Invernada de Olaria" y, posteriormente, al DOI/CODI donde volvió a sufrir torturas, como el cepo, sesiones de choques eléctricos, añadiendo palizas, ahogamientos, quemaduras y "corona de cristo": un tipo de "torniquete", con una banda de acero que aprieta gradualmente la cabeza, pudiendo provocar el aplastamiento del cráneo.
Al día siguiente su cuerpo fue encontrado acribillado a balazos en la esquina de Adriano con Magalhães Couto, en el Barrio de Méier (RJ), junto a un vehículo VW, placa DH-4734, marcado con tiros. Según la versión oficial difundida por los órganos de seguridad, la militante había muerto durante un intento de fuga de la guarnición de radio patrulla que la había detenido.
El cuerpo de Aurora fue sometido a necropsia en el Instituto Médico Legal, por los Drs. Elias Freitas, y Salim Raphael Balassiano, cuyo dictamen determinó como "causa mortis"'' fueron "heridas penetrantes en la cabeza". Y las fotos acompañantes del informe de pericia local, N.º 6507/72, mostraban marcas de tortura en el cuerpo, hundimiento del cráneo y escoriaciones en los ojos, en nariz y boca, que no habían sido relatadas en la necropsia.
Su padre, Mauro Albuquerque Furtado, reconoció el cuerpo el 11 de noviembre de 1972, habiendo sido trasladado hasta São Paulo, donde fue entregado a su familia en cajón lacrado, con la determinación absoluta de no ser abierto. La familia no solo no acató tal orden aberrante, sino que también, a través de abogados letrados, obtuvieron una nueva necropsia por parte del IML Archivado el 26 de junio de 2018 en Wayback Machine., que constató en el cuerpo de Aurora innumerables signos de las torturas sufridas (quemaduras, cortes profundos, hematomas generalizados) con un hundimiento en el cráneo de cerca de 2 cm, proveniente del empleo de la "corona de cristo", la causante de la muerte.
Los relatorios por parte de las Fuerzas armadas de Brasil, hasta hoy, han omitido cualquier comentario sobre el asunto.

## Honores
- Debate: "Aurora: resgate de memória", en el Instituto de Psicología de la USP, el 28 de mayo de 1997, organizado por el Centro Académico Iara Iavelberg.[6]

### Eponimia
- Rua Aurora Maria Nascimento Furtado, Río de Janeiro[7]

- Rua Aurora Maria Nascimento Furtado, Distrito de Jaçanã, Sao Paulo[8]